# Эль-Кунейтра
Эль-Куне́йтра (араб. القنيطرة‎) — покинутый город на юго-западе Сирии под управлением ООН, столица мухафазы Эль-Кунейтра.

## История
В 1967 году после Шестидневной войны город был оккупирован Израилем. В ходе войны Судного дня в 1973 году город заняли сирийские войска. В Эль-Кунейтре сконцентрировалась половина всей сирийской военной мощи. 21 октября того же года город подвергся бомбардировке ВВС Израиля. Далее последовала наземная операция, в ходе которой Эль-Кунейтра была полностью разрушена. До окончания войны израильская армия успела после захвата города продвинуться вглубь сирийской территории так, что оказалась на расстоянии около 40 километров от Дамаска.
В мае 1974 года по инициативе США между Израилем и Сирией было подписано Соглашение о разъединении, по которому территория, оккупированная Израилем, была преобразована в демилитаризованную буферную зону под управлением ООН. В регион были введены Чрезвычайные вооружённые силы ООН и созданы Силы по наблюдению за разъединением.
До 1973 года население города составляло 17 тысяч человек.
Эль-Кунейтра была возвращена Сирии по Договору о разделении сил между Израилем и Сирией от 31 мая 1974 года, инициированному США, где в параграфе Б(1) записано требование:

Вся территория к востоку от линии А будет подчиняться сирийской администрации, и сирийские граждане вернутся на эту территорию.— Separation of Forces Agreement Between Israel and Syria; May 31, 1974
По данным американского историка Даниэля Пайпса, сирийские власти ради достижения пропагандистского эффекта не разрешили населению вернуться в город к своей обычной жизни и с тех пор демонстрируют руины города как результат израильского «беспрецедентного терроризма и жестокости». Однако американская некоммерческая произраильская организация «Комитет за точность освещения в Америке событий на Ближнем Востоке», основываясь на анализе данных западных СМИ за 1967—1974 гг., заявила, что разрушение города — результат боевых действий со стороны Сирии, которая в попытках обстрелять израильские позиции на Голанах в 1970—1973 годах часами подвергала Эль-Кунейтру мощным артиллерийским обстрелам.
Специальный представитель генерального секретаря Организации Объединённых Наций Нильс-Горан Гюссинг посетил Эль-Кунейтру в июле и сообщил, что «почти каждый магазин и каждый дом, казалось, были взломаны и разграблены», и что некоторые здания были подожжены после того, как они были ободраны. Хотя израильские представители сообщили Гюссингу, что Эль-Кунейтра была разграблена отходящими сирийцами, представитель ООН расценивает это как маловероятное, учитывая чрезвычайно короткий промежуток времени между ошибочным объявлением по радио о падении и действительным падением города несколько часов спустя. Он пришёл к выводу, что «ответственность за осуществление этого обширного разграбления города Эль-Кунейтра лежала в значительной степени на израильских силах».
Комитет США по делам беженцев и иммигрантов сообщил, что: «Перед отходом израильтяне выровняли город с помощью бульдозеров и динамита».
С 1974 года Эль-Кунейтра находится в нейтральной демилитаризованной полосе между израильской и сирийской границей, контролируемой силами ООН. Город остаётся практически необитаемым до настоящего времени. На территории города и в окрестностях — повышенная минная опасность. Юго-западнее города расположен контрольно-пропускной пункт Кунейтра.
В ходе гражданской войны в Сирии подконтрольная Сирии провинция Эль-Кунейтра контролировалась различными силами, а к 2018 году эту часть провинцию заняли правительственные войска Башара Асада. В конце 2024 года, в ходе наступления сил сирийской оппозиции, часть провинции и одноименный город перешли под их контроль. 
8 декабря 2024 года, после падение режима Асада в Сирии, силы Израиля заняли демилитаризованную зону, включая город.

## Фотогалерея

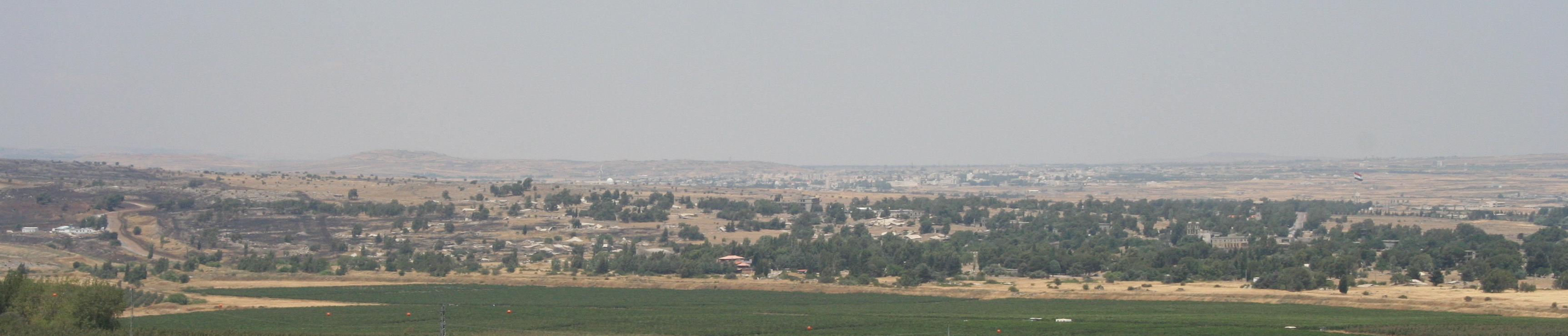
Панорамный вид на Эль-Кунейтру с запада.